# Tilly Losch
Pour les articles homonymes, voir Losch.
Tilly Losch est une danseuse, chorégraphe, actrice et peintre autrichienne, née le 15 novembre 1903 et décédée le 24 décembre 1975.

## Les débuts
Née à Vienne en Autriche, Tilly Losch étudie la danse classique dès l'enfance à l'école de l'Opéra impérial de Vienne. Ayant fait forte impression sur le directeur de l'Opéra, Richard Strauss, elle intègre le corps de ballet à l'âge de 15 ans, en 1918, et devient soliste en 1924,. Après quelques représentations en solo à Paris, Budapest et Prague, elle est choisie par Max Reinhardt pour se produire en 1927 au Festival de Salzbourg dans la pièce de Shakespeare Le Songe d'une nuit d'été.

Sous contrat avec l'Opéra de Vienne, Tilly Losch est contrainte de démissionner en 1927 pour accepter une invitation pour se produire aux États-Unis avec la troupe de Reinhardt. Ce dernier a une telle foi dans les capacités artistiques de Losch qu'il lui demande de chorégraphier plusieurs danses, bien qu'elle n'ait jamais réalisé de chorégraphie.

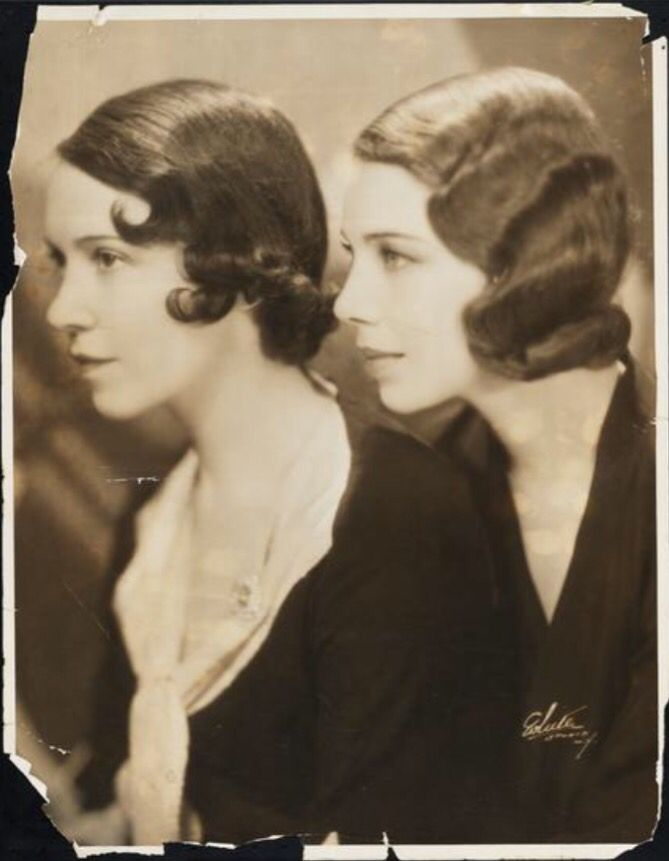
Adele Astaire (à droite) et Tilly Losch dans la revue The Band Wagon (1931).

Maîtrisant le vocabulaire classique, elle fait preuve, pour autant, dans ses interventions comme danseuse, d'une grande liberté et plasticité. En 1928, elle fait ses débuts à Londres dans la revue musicale de Noel Coward The Year of Grace. Par la suite, elle travaille entre Londres et New York comme danseuse et chorégraphe. À New York, elle danse notamment dans The Band Wagon avec Fred et Adele Astaire en 1931. Max Reinhardt l'encourage également à se diversifier car il pensait qu'elle peut devenir actrice. Choisie en 1932 pour le film The Miracle, Losch se voit confier le seul dialogue du film, un Notre Père qu'elle déclame avec des effets dramatiques.

## Premier mariage
Le premier mari de Tilly Losch est Edward James, un millionnaire anglo-américain mécène d'art surréaliste. Il a financé plusieurs productions créées expressément pour elle, la plus importante étant Les Ballets en 1933 avec Kurt Weill, Lotte Lenya et George Balanchine. Losch est également apparue dans la Compagnie des Ballets russes.
Tilly Losch divorce en 1934, après avoir été accusée d'adultère avec le prince Serge Obolensky, un directeur d'hôtel américain.
Elle a été mariée à l'aristocrate britannique Henry Herbert (6e comte de Carnarvon) de 1939 à 1947, année de leur divorce.

## Carrière cinématographique
Ses débuts et ses succès dans le cinéma renforce sa popularité. Elle apparaît dans plusieurs productions dont :
- 1936 : Le Jardin d'Allah de Richard Boleslawski
- 1937 : Visages d'Orient ou La Terre chinoise (The Good Earth), de Sidney Franklin
- 1946 : Duel au soleil de King Vidor
- 1952 : Les Feux de la rampe de Charles Chaplin

Toutefois, elle n'est pas satisfaite de jouer au cinéma et n'aime pas vivre à Hollywood, de telle sorte qu'elle préfère continuer à travailler comme danseuse et chorégraphe.

## L'abandon de la danse
En raison d'une dépression, Tilly Losch passe un certain temps dans un sanatorium en Suisse, ce qui la contraint à abandonner la danse. C'est dans cette période qu'elle se  marie avec Henry Herbert (6e comte de Carnarvon), devenant ainsi Comtesse de Carnavon. 
Tilly Losch s'intéresse alors à la peinture, peignant d'abord des aquarelles puis des peintures à l'huile. Ses premières œuvres sont des autoportraits mais par la suite elle réalise des portraits de ses amis comme Anita Loos, Lotte Lenya ou Kurt Weill, et est encouragée par le photographe Cecil Beaton. 
Conscient de la santé fragile de son épouse et face au danger grandissant d'une guerre en Europe, Carnavon l'envoie aux États-Unis. En 1944, elle réalise à New York sa première exposition qui reçoit un accueil favorable des critiques.
À la fin des années 1940, elle se sépare de son époux avec lequel elle reste en bons termes. Jusqu'à la fin de sa vie, elle vit entre Londres et New York où elle décède d'un cancer.